# قاتل گربه کرویدون
قاتل گربه کرویدون نامی است که به فردی فرضی گفته می‌شود که بیش از ۴۰۰ گربه و حیوانات مختلف دیگر را در سراسر انگلستان کشته، قطعه قطعه و سر بریده‌است، ابتدا در سال ۲۰۱۴ در کرویدون، گزارش مرگ گربه منتسب به قاتل در سراسر و اطراف لندن بزرگ و تا شمال منچستر منتشر شد. با این حال، در سال ۲۰۱۸، پلیس متروپولیتن به این نتیجه رسید که این مثله‌ها توسط انسان انجام نشده‌است و احتمالاً ناشی از شکار حیوانات وحشی یا جمع‌آوری گربه‌هایی است که در تصادفات کشته شده‌اند.
برخی از کارشناسان، مانند ریچارد وارد، مدرس و مورخ جرم و گزارشگر جنایت در دانشگاه اکستر، این نظر را بیان کرده‌اند که پرونده قاتل گربه کرویدون نمونه‌ای از هراس اخلاقی است. در دسامبر ۲۰۱۸، یک درخواست به تفصیل توضیح داده‌است که پلیس متروپولیتن بیش از ۱۳۰٬۰۰۰ پوند و ۲۲۵۰ ساعت در طول تحقیقات خود هزینه کرده‌است.